# 巴讷维尔-卡特雷
巴讷维尔-卡特雷（法語：Barneville-Carteret，法語發音：[baʁnəvil kaʁtʁɛ]）是法国芒什省的一个市镇，属于瑟堡区。该市镇于1964年由原市镇滨海巴讷维尔（Barneville-sur-Mer）和卡特雷（Carteret）合并而成。

## 地理
巴讷维尔-卡特雷（49°22'52"N, 1°45'10"W）面积10.29 平方千米，位于法国诺曼底大区芒什省，该省份为法国西北部沿海省份，西、北、东北三面环大西洋，东起顺时针与卡爾瓦多斯省、奧恩省、马耶讷省和伊勒-维莱讷省接壤。
与巴讷维尔-卡特雷接壤的市镇（或旧市镇、城区）包括：莱穆瓦捷达洛讷、拉艾代克托、滨河圣让、滨河圣乔治。
巴讷维尔-卡特雷的时区为UTC+01:00、UTC+02:00（夏令时）。

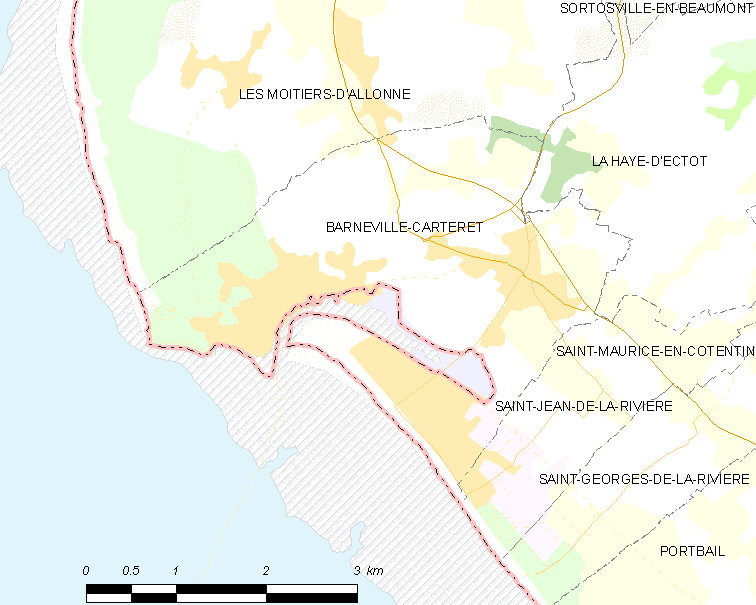
巴讷维尔-卡特雷的OSM定位图

## 行政
巴讷维尔-卡特雷的邮政编码为50270，INSEE市镇编码为50031。

## 政治
巴讷维尔-卡特雷所属的省级选区为莱皮约县。

## 人口

1962-2008年间巴讷维尔-卡特雷人口变化图示

巴讷维尔-卡特雷于2022年1月1日时的人口数量为2181人。